# Bodo Rudwaleit

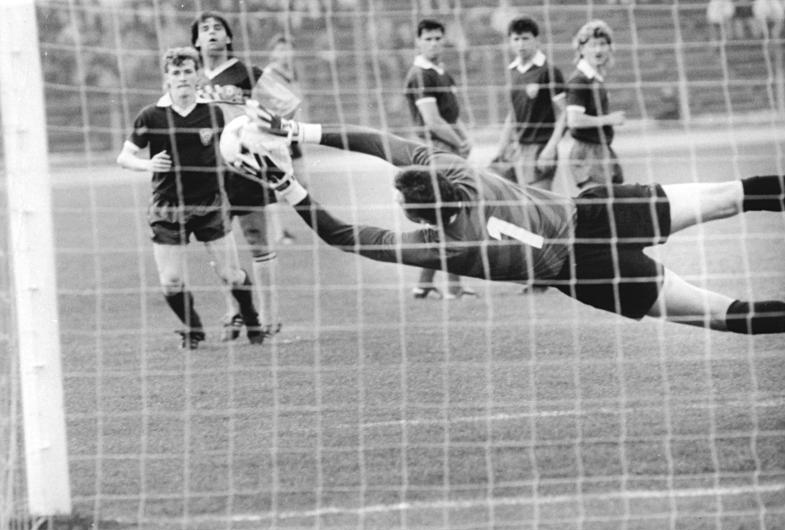
Parade Rudwaleits gegen Dynamo Dresden (1989)

Bodo Rudwaleit (* 3. August 1957 in Woltersdorf) ist ein ehemaliger deutscher Fußballspieler. In der höchsten Spielklasse des DDR-Fußballs, der Oberliga, spielte er für den Berliner FC Dynamo und für Stahl Eisenhüttenstadt. Rudwaleit stand in 33 Partien im Tor der A-Nationalelf. 1980 gewann er mit der ostdeutschen Olympiaauswahl die Silbermedaille beim olympischen Fußballturnier in Moskau.

## Sportliche Laufbahn

### Gemeinschafts-, Club- und Vereinsstationen
Rudwaleit begann 1965 bei der BSG Einheit Woltersdorf mit dem Fußballspielen. 1969 wechselte er in die Jugend des BFC Dynamo. Zunächst spielte er Libero, danach wechselte er ins Tor. Im Spieljahr 1975/76 debütierte Rudwaleit in der zweitklassigen Liga im überregionalen Männerfußball des ostdeutschen Teilstaates für die BFC-Reserve. Im Jahr darauf für die Nachwuchsoberligaelf der Ost-Berliner gemeldet, schnupperte das Torwarttalent 1976/77 schon zweimal Erstligaluft. Im zunächst ausgeglichenen Dreikampf um die Nummer eins im BFC-Tor zwischen Hans-Gustav Creydt, der 1978 seine Karriere beendete, und Reinhard Schwerdtner, der dann jahrelang Reservekeeper hinter Rudwaleit war, setzte sich der fast zwei Meter große Heizungsmonteur aus Woltersdorf mit seinem Talent und Engagement im Laufe der Saison 1976/77 endgültig durch.
Für die 1. Mannschaft der Berliner spielte Bodo Rudwaleit in vierzehn Spielzeiten in 313 Oberligaspielen – davon 219 in ununterbrochener Serie. Der baumlange Torsteher erlebte und gestaltete somit die Dominanzphase des BFC im ostdeutschen Fußball mit. Er wurde mit Dynamo unter der Leitung des Trainers Jürgen Bogs von 1979 bis 1988 zehnmal in Folge DDR-Meister und gewann zweimal den FDGB-Pokalsieger. Nachdem er zu Beginn der Wendesaison in der Oberliga 1989/90 bis zum 9. Spieltag im BFC-Tor gestanden und alle vier Europapokalspiele bestritten hatte, gab Trainer Helmut Jäschke in den nächsten Spielen dem zehn Jahre jüngeren Torwart Oskar Kosche eine Chance. Daraufhin erklärte Rudwaleit zunächst seinen sofortigen Rücktritt vom Fußballsport.
Ein Vierteljahr nach seiner Rücktrittserklärung aber ließ sich Rudwaleit vom Oberliganeuling BSG Stahl Eisenhüttenstadt anwerben, für den er bis zum Saisonende neben Stammtorhüter Andreas Hawa noch fünf Punktspiele bestritt. In der letzten eigenständigen Spielzeit des ostdeutschen Erstligafußballs war er beim Eisenhüttenstädter FC Stahl, so der neue Name, unangefochtener Stammtorwart. Er bestritt alle 26 Oberligapunktspiele und das Pokalendspiel am 2. Juni 1991 (0:1 gegen Hansa Rostock). Nach der Zusammenführung von ost- und westdeutschem Fußball standen für Rudwaleit im Zuge der Auflösung der DDR- bzw. NOFV-Oberliga als höchster Spielklasse 344 Partien in den Geschichtsbüchern des ostdeutschen Oberhauses. Im Europapokal bestritt er für den BFC Dynamo 43 Begegnungen, scheiterte aber mit dem ostdeutschen Serienmeister im Europapokal der Landesmeister oft schon sehr früh.
Von 1991/92 bis 1992/93 war Rudwaleit Torwart bei Tennis Borussia Berlin in der drittklassigen NOFV-Amateur-Oberliga. Von den 66 Punktspielen dieser beiden Spielzeiten verpasste er lediglich zwei Partien und verhalf TeBe 1993 in der Aufstiegsrunde zum Sprung in die 2. Bundesliga.
Danach verabschiedete er sich vom Leistungsfußball und spielte nur noch auf Amateurebene, zunächst von 1993 bis 1997 beim BSC Marzahn in der Berliner Verbandsliga und danach beim FV Erkner 1920 in der Spreeliga.

### Auswahleinsätze
Von 1976 bis 1980 gehörte Rudwaleit zum Kader der DDR-Nachwuchsnationalmannschaft. Seinen Einstand auf dem internationalen Parkett hatte er am 16. November 1976 bei der U-21-Partie zwischen der DDR und der ČSSR (1:2). Trotz starker, ihm später auch in der A-Auswahl begegnenden Konkurrenz (Dirk Heyne und vor allem René Müller) konnte der BFC-Torsteher in 24 Länderspielen wertvolle Erfahrungen auf diesem Level sammeln. Bei den U-21-Europameisterschaften 1978 und 1980 war Rudwaleit – wenn auch in den jeweiligen Finalspielen nicht eingesetzt – an den beiden 2. Plätzen als Kadermitglied beteiligt.
Zu seinem ersten Einsatz in der A-Nationalmannschaft kam er am 9. Februar 1979 im Freundschaftsspiel Irak – DDR (1:1). Bis 1988 stand Rudwaleit er in 33 Partien im Tor der DDR-Elf. Im Vorbereitungs- und Wettkampfzyklus 1979/80 war er Torwart der DDR-Olympiaauswahl. Beim olympischen Fußballturnier in der Sowjetunion war er Stammkeeper des Titelverteidigers. Von den sechs Spielen bestritt er fünf, darunter auch das Endspiel, das die DDR-Auswahl mit 0:1 gegen die ČSSR verlor. Sein Konkurrent um die Nummer 1, der Dresdner Bernd Jakubowski, wurde allein im Vorrundenspiel gegen Syrien eingesetzt.

### Trainertätigkeit
Beim FV Erkner 1920 war er auch als Jugendtrainer tätig, seit 2004 beim BFC Dynamo als Torwarttrainer. Zwischenzeitlich war Bodo Rudwaleit auch als Co-Trainer für die sportliche Entwicklung beim BFC Dynamo zuständig. Im Sommer 2006 zog er sich von allen Posten bei Dynamo zurück, wurde jedoch im Januar 2008 erneut Torwarttrainer beim BFC.

### Auszeichnungen
- 1980 – Vaterländischer Verdienstorden in Bronze[3]

## Weiterer Werdegang und Trivia
In Erkner nahe Berlin wurde Rudwaleit Inhaber eines Taxiunternehmens. Bodo Rudwaleit ist Anhänger des FC Bayern München und dort Vereinsmitglied (Stand 2021). Sein Sohn Robert Rudwaleit bestritt zwischen 2001 und 2009 151 Spiele in der viertklassigen Fußball-Oberliga Nordost.